# Steve Perryman
Stephen John "Steve" Perryman (ur. 21 grudnia 1951) – angielski piłkarz grający na pozycji pomocnika. W 1982 roku został wybrany piłkarzem roku w Anglii przez Stowarzyszenie Dziennikarzy Piłkarskich.

## Kariera klubowa
Perryman grał na pozycji pomocnika, a w końcówce kariery był obrońcą. W latach 1969–1986 występował w Tottenham Hotspur, gdzie jest rekordzistą pod względem występów. Z londyńską drużyną dwukrotnie zdobywał Puchar UEFA (1972, 1984), Puchar Anglii (1981, 1982) i Puchar Ligi Angielskiej (1971, 1973).
Po odejściu z White Hart Lane był zawodnikiem Oxford United, a następnie został grającym trenerem Brentford. W 1990 roku zakończył karierę piłkarską i skupił się na trenerce.

## Kariera trenerska
Perryman w latach 1990–1993 był trenerem Watford. Następnie trenował kluby zagraniczne, Start w Norwegii, Shimizu S-Pulse i Kashiwa Reysol w Japonii. W listopadzie 1994 był tymczasowym trenerem Tottenhamu Hotspur.